# Югський
Ю́гський (рос. Югский) — селище у складі Кічменгсько-Городецького району Вологодської області, Росія. Входить до складу Кічмензького сільського поселення.

## Населення
Населення — 1101 особа (2010; 1076 у 2002).
Національний склад (станом на 2002 рік):
- росіяни — 99 %